# Isonychus guayanensis
Isonychus guayanensis är en skalbaggsart som beskrevs av Frey 1970. Isonychus guayanensis ingår i släktet Isonychus och familjen Melolonthidae. Inga underarter finns listade i Catalogue of Life.